# Szczeljajur
Szczeljajur (ros. Щельяюр) – osiedle w Rosji, w Republice Komi, w rejonie iżemskim. W 2010 liczyło 2934 mieszkańców.